# شهرستان جیانگ
شهرستان جیانگ (به لاتین: Jiang County) یک منطقهٔ مسکونی در چین است که در یانگچنگ واقع شده‌است.